# ستيفن كينزر
ستيفن كينزر (4 أغسطس 1951) هو كاتب وصحفي وأكاديمي أمريكي. وكان مراسلا لصحيفة نيويورك تايمز. ألّف العديد من الكتب، وكتب لعدة صحف ووكالات أنباء.

## مسيرته المهنية
ستيفن كينزر هو كاتب أمريكي، ومراسل صحفي عمل لدى صحيفة نيويورك تايمز. في الثمانينيات من القرن العشرين، غطَّى الثورات والاضطرابات الاجتماعية التي اندلعت في أمريكا الوسطى، وكتب كتابه الأول، الفاكهة المرة، عن الانقلابات العسكرية وزعزعة الاستقرار في غواتيمالا خلال الخمسينيات. في عام 1990، تمت ترقيته إلى مدير مكتب صحيفة نيويورك تايمز في برلين، وتغطية التطورات في أوروبا الشرقية والوسطى لأنها خرجت من الحكم السوفيتي. وفي الفترة ما بين عامي 1996 و2000م شغل منصب مدير مكتب الصحيفة في إسطنبول بتركيا.
عند عودته إلى الولايات المتحدة، أصبح المراسل الثقافي للصحيفة، مقرها في شيكاغو، وأيضًا قام بالتدريس في جامعة نورث وسترن. ثم استقر كينزر في بوسطن وبدأ تدريس الصحافة والسياسة الخارجية للولايات المتحدة في جامعة بوسطن. وقد ألف العديد من الكتب الواقعية عن تركيا وأمريكا الوسطى وإيران والولايات المتحدة التي أطاحت بحكومات أجنبية من أواخر القرن التاسع عشر حتى الوقت الحاضر، وكذلك عن تعافي رواندا من الإبادة الجماعية.
يساهم كينزر أيضًا في الأعمدة في نيويورك ريفيو أوف بوكس، والغارديان، وبوسطن غلوب. وهو زميل أول في الشؤون الدولية والعامة في معهد واتسون للشؤون الدولية والعامة في جامعة براون.

## من آرائه
تم انتقاد تقارير كينزر عن أمريكا الوسطى من قبل إدوارد إس هيرمان ونعوم تشومسكي في كتابهما «تصنيع الموافقة(1988)». ففي الفصل الثاني من الكتاب، تم انتقاد كينزر لعدم التشكيك في تغطيته لاغتيال زعماء جماعة الدعم المتبادل في غواتيمالا، ومن أجل «استخدام إطار اعتذاري بشكل عام» للحكومة العسكرية الغواتيمالية.
ينتقد كينزر ما يعتبره سياسة خارجية تدخلية للولايات المتحدة تجاه أمريكا اللاتينية، ومؤخراً الشرق الأوسط. وفي كتابه الإطاحة: القرن الأمريكي في تغيير الأنظمة من هاواي إلى العراق، الذي نُشر في عام 2006، انتقد كينزر السياسة الخارجية للولايات المتحدة ووصفها بأنها مفرطة في التدخل.
وفي مقابلة مع مجلة Imagineer عام 2010، قال:
وكتب في مقال رأي عام 2016 في صحيفة بوسطن غلوب، أن حلب تحررت من المليشيات العنيفة التي أدارتها لمدة ثلاث سنوات، وقد تم تحريرها من قبل قوات بشار الأسد. لكن الكثير من الصحافة الأميركية تنشر تقاريرا عكس ما يحدث فعليا وقيل للأميركيين أن النهج المستقيم في سوريا هو محاربة نظام الأسد وحلفائه. وهذا «هراء معقد»، بشأن الحرب.
وعلق كذلك: «في النقاش الأخير الذي حدث في ميلوايكي، زعمت هيلاري كلينتون أن جهود السلام التي تبذلها الأمم المتحدة في سوريا كانت تعتمد على الاتفاقية التي تفاوضت عليها في شهر يونيو لعام 2012 في جينيف. بل العكس هو الصحيح. في عام 2012، انضمت وزيرة الخارجية كلينتون إلى تركيا والسعودية وإسرائيل في محاولة ناجحة لقتل خطة سلام كوفي أنان في الأمم المتحدة لأنها قد تلائم إيران وتبقي الأسد في السلطة، على الأقل مؤقتا. لا أحد على منصة ميلوايكي يعلم الكثير ليتحداها». وكانت الوزيرة كلينتون تشير إلى مؤتمر جنيف الأول حول سوريا، والذي تم خلاله الاتفاق على المبادئ والخطوط التوجيهية لانتقال السلطة من قبل القوى الكبرى.
وأضاف في أبريل 2018:

## مؤلفات
- الفاكهة المرة: قصة الانقلاب الأمريكي في غواتيمالا، مع ستيفن شليزنجر؛ دوبليداي، 1982؛ نسخة منقحة. دار نشر جامعة هارفارد، (ردمك 0-674-07590-0)
- الهلال والنجمة: تركيا بين عالمين، فارار شتراوس جيرو، 2001، (ردمك 0-374-13143-0)
- كل رجال الشاه: الانقلاب الأمريكي وجذور الإرهاب في الشرق الأوسط، جون وايلي وأولاده، 2003، (ردمك 0-471-26517-9)
- الإطاحة: القرن الأمريكي في تغيير الأنظمة من هاواي إلى العراق، كتب تايمز، 2006، (ردمك 0-8050-7861-4)
- دماء الأخوة: الحياة والحرب في نيكاراغوا، مع كلمة ختامية جديدة، دار نشر جامعة هارفارد، 2007، (ردمك 0-674-02593-8)
- ألف تلال: ولادة رواندا من جديد والرجل الذي حلم بها ، جون وايلي وأولاده، 2008،(ردمك 978-0-470-12015-6)
- إعادة التعيين: إيران وتركيا ومستقبل أمريكا، كتب تايمز، 2010، (ردمك 978-0-8050-9127-4)
- تم نشر إعادة التعيين أيضًا باسم إعادة تعيين الشرق الأوسط: الأصدقاء القدامى والتحالفات الجديدة: المملكة العربية السعودية، إسرائيل، تركيا وإيران، أي بي توريس، 2010، (ردمك 978-1-84885-765-0)
- الإخوة: جون فوستر دالاس وألين دالاس وحربهم العالمية السرية، كتب تايمز، 2013، (ردمك 978-0-8050-9497-8)رقم ISBN 978-0-8050-9497-8
- العلم الحقيقي: ثيودور روزفلت ومارك توين وولادة الإمبراطورية الأمريكية، هنري هولت وشركاه، 2017، (ردمك 978-1-6277-9216-5)رقم ISBN 978-1-6277-9216-5
- المسمم الرئيسي: سيدني جوتليب ووكالة المخابرات المركزية في البحث عن التحكم بالعقول، هنري هولت وشركاه، 2019، (ردمك 978-1-250-14043-2).